# Geloof en Licht
Geloof en Licht (Eng: Faith and Light / Fr: Foi et Lumière) is een internationale lekenbeweging binnen de Rooms-Katholieke Kerk die in 1971 in Lourdes is gesticht door Marie-Hélène Mathieu en Jean Vanier. De beweging bestaat uit gemeenschappen van vrienden en familieleden rondom mensen met een verstandelijke handicap. Deze mensen vormen het hart van de gemeenschap en worden binnen de groepen ook de kernleden genoemd. Momenteel telt het 1500 verschillende gemeenschappen verspreid over 80 landen over vijf continenten.

## Ontstaan
Het ontstaan van de beweging kent voor haar feitelijke stichting een voorgeschiedenis van teleurstelling en pijn. Rond 1968 is een gezin met twee gehandicapte kinderen, Thaddée en Loïc, op bedevaart gegaan naar Lourdes. De hoteleigenaar waar ze te gast waren vroeg de familie om op hun kamer te eten omdat de aanblik van de kinderen te choquerend zou zijn voor de rest van de gasten. Ook hebben ze soortgelijke ervaringen opgedaan met andere pelgrims in Lourdes. 
De familie bracht de ervaring ter sprake bij Marie-Hélène Mathieu, die op haar beurt Jean Vanier benaderde. Zij organiseerden als reactie hierop een bedevaart naar Lourdes met gehandicapten en hun familie. 
Rond Pasen, in 1971, kwam de bedevaart in Lourdes aan. De groep pelgrims was 12.000 mensen groot, uit 15 verschillende landen, onder wie 4000 mensen met een verstandelijke beperking. Op aanwijzen van Jean Vanier, en met de ervaring van deze bedevaart nog fris in het geheugen, zijn her en der kleine groepen ontstaan die in dezelfde geest blijven samenkomen. In 1975 kreeg de beweging de bevestiging van haar roeping van Paus Paulus VI. In de dertig jaar die erop volgen groeide de groep alsmaar uit tot zijn huidige omvang. 

## Gemeenschappen
De beweging bestaat uit verschillende gemeenschappen, verdeeld in regio's (per land of per groep) en zones (verschillende landen tezamen). Naast de overwegend rooms-katholieke groepen zijn er ook oecumenische groepen, en groepen met andere godsdiensten zoals de islam, boeddhisme, jodendom. In Nederland en België zijn alle groepen rooms-katholiek. Elk van deze gemeenschappen is ingebed in een parochie of een dekenaat, of heeft ten minste een sterke band met de lokale parochie.
Een gemeenschap telt maximaal dertig leden en komt regelmatig, minimaal eens in de maand, samen. Tijdens de ontmoetingen horen drie vaste aspecten:
- het delen van de vriendschap en verbondenheid
- samenkomst rond gebed of eucharistie
- een gezamenlijke maaltijd

Onderling treffen de verschillende gemeenschappen elkaar tijdens diverse activiteiten, zoals weekends, vakanties, retraites en bedevaarten. Ook op internationaal niveau zijn er verschillende ontmoetingen. Zo ontmoeten de groepen van België, Nederland en Luxemburg elkaar in zone-activiteiten.
Binnen de gemeenschappen is er ook een bijzondere aandacht voor wat men de "vierde tijd" noemt. Dat is het spontaan samenkomen van vrienden binnen de gemeenschap, los van de reguliere bijeenkomsten. 

## Verspreiding in de Benelux
In Nederland zijn er anno 2022 nog vier gemeenschappen aanwezig:
- de gemeenschap "De Palster" in Roermond
- de gemeenschap "Gods pareltjes" in Volendam
- de gemeenschap "De Koningskinderen" in Oisterwijk
- de gemeenschap "De Zonnestraaltjes" in Haarlem

De enige gemeenschap in Vlaanderen, "De Goede Herder", bevindt zich in Klerken. 
Wallonië telt 34 groepen verspreid over vier regio's: Waals-Brabant / Brussel, Verviers-Luik, Henegouwen en Namen. Deze groepen zijn over het algemeen Franstalig, enkele zijn Duitstalig.
In Luxemburg zijn zes groepen.